# Церковь Воскресения Христова (Рабат)
Це́рковь Воскресе́ния Христо́ва (Воскресе́нский храм) — православный храм в Рабате, старейший из трёх действующих православных храмов в Марокко, старейший русский православный храм в Африке. Располагается в новом городе на площади Баб Тамесна по улице Хасана II (квартал Кбибат) напротив Ботанического сада. В юрисдикции Московского Патриархата с 1946 года; до этого — в юрисдикции Архиепископии русских православных приходов в Западной Европе.
С 29 декабря 2021 года относится к Северо-Африканской епархии Русской православной церкви.

## Основание русского православного прихода в Марокко
В 1920-х годах в Марокко, разделённое на французский и испанский протектораты, прибыли в поисках работы русские эмигранты из Туниса, Франции, Югославии и Болгарии. Среди них были воины Иностранного легиона, моряки Русской эскадры из Бизерты, инженеры и другие эмигранты разных сословий.
По воспоминаниям митрополита Евлогия (Георгиевского), управляющего русскими западноевропейскими приходами, приход в Рабате возник в 1925 году, располагаясь первоначально в муниципальном бараке, преобразованном в церковь. В 1927 году по просьбе русской общины Марокко митрополит Евлогий направил в Рабат иеромонаха Варсонофия (Толстухина), бывшего насельника Валаамского монастыря.
Отец Варсонофий организовал в Марокко приход, основой для которого послужила православная община, зарегистрированная как общество Eglise orthodoxe et foyer russe au Maroc в 1927 году. В связи с этим митрополит Евлогий испросил благословение у Патриарха Александрийского Мелетия, который одобрил открытие русского прихода.
Первая литургия, отслуженная в Рабате отцом Варсонофием, была воспринята православными верующими с большим воодушевлением:

Эта православная церковь в скромном бараке знаменовала исторически важное событие — появление вновь в этой части Африки православия. Через сколько веков!— Митрополит Евлогий. Путь моей жизни
Поскольку русские эмигранты жили и трудились не только в Рабате, но и в других городах, вскоре в Марокко открылись русские приходы: в Хурибге — Свято-Троицкий (19 октября 1931 года), в Касабланке — Успенский (1939), в Марракеше — часовня преподобного Сергия (1932).
В помощь отцу Варсонофию митрополит Евлогий прислал из Парижа клириков: иеромонахов Авраамия (Терешкевича) (прибыл в 1930 году и служил до 1937 года настоятелем церкви в Хурибге, после чего уехал во Францию) и Александра (Тюменева) (прибыл в 1930 году, служил помощником настоятеля церкви в Рабате до своей кончины в 1943 году), диакона Николая Шкарина (прибыл 16 июня 1933 года по указу от 30 декабря 1932 года, занимался организацией приходского хора в Рабате). Священники регулярно посещали русские общины по всему Марокко. В 1931 году впервые за современную историю Марокко пасхальное богослужение совершалось сразу в трёх городах: Рабате, Хурибге и Касабланке.
Многие годы в основных приходах Марокко в Рабате и в Хурибге (до 1943 года) совершались ежедневные богослужения, в Касабланке — два раза в месяц, в Кенитре — один раз в месяц.

## Строительство Воскресенского храма и основные события до 1945 года
В 1920-30-е годы русские эмигранты не имели достаточных средств для приобретения земельного участка под строительство храма. Богослужения в Рабате проходили во временном бараке. Появлению величественного Воскресенского храма послужил один удивительный случай.
Знатного жителя Рабата и потомка султана Идриса I мулая Ахмеда Джебли (Moulay Ahmed el Aydouni Djebli el Alami Idrissi), женатого на русской подданной Елене Алексеевне Безруковой, дочери воронежского купца и депутата Государственной думы А. Н. Безрукова, постигла тяжелая болезнь. Когда медицинские средства были исчерпаны, а болезнь не отступала, по совету своей русской супруги марокканец призвал к себе отца Варсонофия и попросил его помолиться. После совершённого православным священником молебна Джебли выздоровел. В знак благодарности он пожертвовал русской общине участок земли для строительства храма. 12 декабря 1929 года была оформлена купчая, где значилась символическая сумма в один франк. В ней уточнялось, что земля может быть использована только для строительства русского православного храма.
В русской общине начался сбор пожертвований на строительство. С этой целью даже устраивались благотворительные русские вечера с театральной программой и балы, которые пользовались популярностью у арабов и французов. Митрополит Евлогий вспоминал об этом: «можно сказать без преувеличения — наши девочки своими ножками вытанцевали, — выстроили наш чудный храм в Рабате».
Закладка церкви состоялась 5—6 июля 1931 года в день празднования Владимирской иконы Божией Матери. Строительство белоснежного храма в честь Воскресения Христова в простом арабском (по другим сведениям, в мавританском или мавритано-византийском стиле) продолжалось чуть более года.
На средства А. Ф. Стефановского, многолетнего старосты прихода, к храму была пристроена колокольня.
13 ноября 1932 года митрополит Евлогий совершил освящение Воскресенской церкви. Митрополиту сослужили настоятель храма (возведённый по этому случаю в сан архимандрита), иеромонахи Авраамий и Александр, прибывший из Парижа диакон Евгений Вдовенко, а также настоятель греческого Благовещенского храма в Касабланке архимандрит Димитрий, зачитавший поздравление Патриарха Мелетия. На богослужении присутствовали представители гражданских властей и христианских общин Марокко.
С 1933 года при храме стал действовать Благотворительный комитет, оказывавший помощь деньгами и вещами русским, рассеянным по всей стране.
Приход в Рабате был всемарокканским и объединял по состоянию на 1931 год около 280 семей в разных городах.
Приходской хор, созданный усилиями диакона Николая Шкарина и Петра Петровича Шереметева, выступал с концертами по всему Марокко. В хоре пели также французы, тянущиеся к русской духовной культуре.

## Разделение в русской православной общине
Вслед за митрополитом Евлогием в Париже, православное духовенство и приходы большинством голосов членов общества на собрании 1946 года приняли решение о возвращении в юрисдикцию Московского патриархата. Надеясь вернуться на родину, архимандрит Варсонофий (Толстухин), настоятель храма в Рабате, принял советское гражданство.
Ряд членов касабланкской общины (адмирал А. И. Русин, княгиня В. В. Урусова и др.), окормлявшихся духовенством из Рабата, выразили своё несогласие с этим решением и обратились в Архиерейский Синод Русской Зарубежной Церкви (РПЦЗ) с просьбой назначить для них священника в Касабланку. К этим представителям белой эмиграции присоединились прибывшие из европейских лагерей для перемещённых лиц сотни эмигрантов второй волны, в большинстве своём обосновавшиеся в пригороде Касабланки Бурназеле. РПЦЗ рассматривала приходы в Марокко как свои и не замедлила отправить в Касабланку своего представителя. Таковым стал протоиерей Митрофан Зноско, служивший до этого в церкви при лагере Мёнхегоф.
Протоиерей Митрофан Зноско прибыл в Касабланку 2 сентября 1948 года. С этого момента приходы Рабата и Касабланки оказались в состоянии многолетнего противостояния. Это противостояние усугублялось тем фактом, что до 1950-х годов община РПЦЗ была значительно более многочислена, чем приход Московского Патриархата в Рабате. Кроме того, с 1950 до 1970-х годов в Рабате действовал параллельный одноимённый приход РПЦЗ во временном помещении. Касабланкский актив изучал возможность юридического отторжения «благолепного» Воскресенского храма Рабата от «советского» Патриархата. Известна продолжительная публичная переписка двух Митрофанов, настоятелей прихода МП в Рабате и прихода РПЦЗ в Касабланке, где каждый из них отстаивает позицию своего прихода и своей юрисдикции. Борьба двух общин прекратилась с постепенным отходом в мир иной представителей белой эмиграции и отъездом бывших перемещённых лиц из Марокко в 1950—1960 годы.
Конфликт между двумя русскими приходами и разделение в среде православных верующих подорвали здоровье строителя рабатского храма архимандрита Варсонофия (Толстухина), скончавшегося в 1952 году. Его преемник и единомышленник архимандрит Митрофан (Ярославцев) скончался в 1954 году. Оба были похоронены в православной часовне на христианском кладбище Рабата в 1 км к югу от Воскресенского храма.
По состоянию на конец 1952 года приход с центром в Рабате состоял из 115 человек, рассеянных в двенадцати городах Марокко, и имел храмы в Рабате и Хурибге. Клир прихода состоял из настоятеля-архимандрита и диакона.

## В независимом королевстве Марокко
В 1958 году усилиями председателя приходской ассоциации графа Владимира Алексеевича Игнатьева (сына А. Н. Игнатьева) был пересмотрен её устав, не изменявшийся с 1927 года. Это позволило приходу окончательно избавиться от претензий со стороны РПЦЗ. После кончины архимандрита Митрофана в 1954 году настоятелем стал присланный из Западноевропейского экзархата священник Василий Солнышкин. В этом же году диакон Николай Шкарин был рукоположен для прихода в сан священника.
Во время длительного настоятельства иеромонаха Владимира (Балина, с 17 июля 1964 года — архимандрита) были налажены тесные связи с представителями других зарегистрированных в Марокко христианских конфессий (в рамках Совета церквей королевства). В 1960—61 году под руководством графа Игнатьева проведена первая реконструкция храма. В этот период Марокко впервые посетили двое управляющих Западноевропейским экзархатом: митрополит Николай (Ерёмин) (29 июня — 8 июля 1960) и Антоний (Блум).
Со времени предоставления Марокко независимости православные общины в королевстве стали исчезать в связи с отъездом русских частью в Европу, частью в Америку. Общины Хурибги, Марракеша, Феса, Мекнеса и Танжера, а вместе с ними временные православные храмы и часовни в этих городах прекратили своё существование. За ними закрылись приходы РПЦЗ в Рабате и Касабланке.
Синодальным решением от 15 декабря 1972 года Марокко было изъято из ведения Западноевропейского экзархата и передано на попечение Отдела внешних церковных связей. С этого момента священство рабатского прихода назначалось непосредственно из Москвы.
Весной 1977 года богослужение в Воскресенском храме совершил митрополит Карфагенский Парфений (Койнидис).
12-13 ноября 1977 года в связи с 50-летием «Русской Православной Церкви в Марокко» королевство посетил экзарх Западной Европы митрополит Ленинградский и Ладожский Никодим (Ротов). Его визит был отмечен вниманием марокканского телевидения и посланием марокканского монарха.
Из-за малочисленности прихода поднимался вопрос о закрытии Воскресенского храма. Однако его удалось сохранить благодаря постоянному присутствию священнослужителей, назначаемых из Москвы, и новому потоку эмиграции в 1980—1990 годах.
10-14 мая 1997 года празднование 70-летия прихода возглавил митрополит Смоленский и Калининградский Кирилл (Гундяев), председатель Отдела внешних церковных сношений.
В июле 2006 года в Рабате отметили 75-летие со дня основания храма. Праздничную литургию совершил заместитель председателя Отдела внешних церковных связей Московского Патриархата епископ Егорьевский Марк (Головков).
В 2010—2015 году проводилась очередная реконструкция храма. В 2010—2011 году стены рабатской церкви были покрыты фресками работы московских иконописцев стенописной артели «Радость», для храма был изготовлен новый каменный иконостас, написан ряд уникальных икон (в том числе святых мучеников Маркелла и Кассиана Танжерских). В 2013—2014 году были реконструированы основание, фасад и купола храма. В 2015 году установлен хорос, изготовленный в мастерской «Кавида».
23 марта 2015 года в гостях у русского прихода побывал патриарх Александрийский Феодор, совершавший свой первый визит в королевство.
Рождественские богослужения в 2017, 2018 и 2019 годах возглавлял митрополит Карфагенский Мелетий (Куманис).

## В составе Патриаршего экзархата Африки
26 декабря 2019 года Синод Русской Церкви постановил вывести свои приходы «из юрисдикции Александрийского Патриархата, придав им ставропигиальный статус» (журнал № 151). Новый статус был усвоен и Воскресенскому храму Рабата. Карфагенская митрополия оставалась при этом единственной епархией Александрийской Церкви, где вплоть до создания Патриаршего экзархата Африки сохранялось церковное общение со ставропигиальными приходами Московского Патриархата.
29 декабря 2021 года синодальным решением был создан Патриарший экзархат Африки (журнал № 100). Ставропигиальный приход в Марокко включён в состав Северо-Африканской епархии экзархата.
В 2022 году отмечалось 90-летие Воскресенской церкви Рабата. По этому случаю в Марокко прибыл митрополит Клинский Леонид (Горбачёв). 18 декабря за торжественной литургией он совершил первые хиротонии для экзархата, рукоположив диакона Германа Эдиангу (Edyangu) из Уганды во пресвитера и Сергия Воемаву (Voyemawa) из Центральноафриканской Республики во диакона. Митрополиту Леониду кроме новорукоположенных клириков и настоятеля храма сослужил священник Георгий Максимов, председатель миссионерского отдела Патриаршего экзархата, прибывший в королевство повторно спустя семь лет после первого визита. На богослужении присутствовал кардинал Кристобаль Лопес Ромеро, католический архиепископ Рабата. Накануне московский ансамбль «Вера» под управлением Е. Кузнецовой дал концерт русской музыки в соборе Святого Петра.
В 2023 году приход оказал помощь пострадавшим от землетрясения с эпицентром в горной провинции Эль-Хауз. Собранная сумма была распределена между государственным фондом № 126 и школой деревни Таламут провинции Тарудант.
12 мая 2024 года, в день Антипасхи, престольный праздник храма возглавил митрополит Зарайский Константин (Островский), новый экзарх Африки. На богослужении присутствовали посол Сербии Иван Бауэр, советник посольства России С.А. Ситникова с другими сотрудниками. Традиционно после литургии и крестного хода состоялся праздничный концерт воспитанников приходской воскресной школы.

## Настоятели храма
| Известные имена настоятелей храма за всю историю | Известные имена настоятелей храма за всю историю |
| Даты                                             | Настоятель                                       |
| ------------------------------------------------ | ------------------------------------------------ |
| 1927 — 27 февраля 1952                           | архимандрит Варсонофий (Толстухин)               |
| 27 апреля 1952 — 28 января 1954                  | архимандрит Митрофан (Ярославцев)                |
| 1954 — 1 сентября 1955                           | священник Василий Солнышкин, и. о.               |
| 1 сентября 1955 — 1 июля 1958                    | священник Николай Шкарин, и. о.                  |
| 1958—1969                                        | архимандрит Владимир (Балин)                     |
| … — …                                            | протоиерей Александр Беликов                     |
| … — 15 декабря 1972                              | священник Иоанн Сидун                            |
| 15 декабря 1972 — 30 сентября 1980               | протоиерей Николай Петрович Захаров              |
| 30 сентября 1980 — 28 декабря 1982               | архимандрит Лев (Церпицкий)                      |
| 28 декабря 1982 — 6 сентября 1984                | протоиерей Георгий Петрович Давыдов              |
| 17 декабря 1984 — 23 марта 1987                  | игумен Гурий (Шалимов)                           |
| 23 марта 1987 — 1 октября 1990                   | архимандрит Иосиф (Пустоутов)                    |
| 1 октября 1990 — 25 декабря 1997                 | протоиерей Анатолий Егоров                       |
| 25 декабря 1997 — 28 декабря 1999                | игумен Ростислав (Колупаев)                      |
| 28 декабря 1999 — 30 июля 2003                   | протоиерей Геннадий Героев                       |
| 30 июля 2003 — 6 октября 2006                    | протоиерей Сергий Киприянович                    |
| 6 октября 2006 — 30 мая 2011                     | священник Димитрий Вячеславович Орехов           |
| с 30 мая 2011 года                               | протоиерей Максим Сергеевич Массалитин           |

Другие священнослужители, в разное время приписанные к рабатскому храму: иеромонах Александр (Тюменев, с 1930 по 1943), священник Георгий Кретьен (1 февраля — 1 декабря 1956 года), священник Г. Фёдоров.